# 眼動脈
眼動脈（ophthalmic artery）為內頸動脈的一條分支。眼動脈供應了眼眶內所有的組織和構造，以及鼻、臉和腦膜的部分構造。該動脈及其分支的阻塞會導致視覺傷害。

## 功能
眼動脈的分支可以供應：
- 額肌
- 下斜肌
- 下直肌
- 泪腺
- 外直肌
- 提上眼瞼肌（英语：Levator palpebrae superioris muscle）
- 內直肌
- 鼻肌
- 鼻錐肌
- 上斜肌
- 上直肌

## 其他圖像

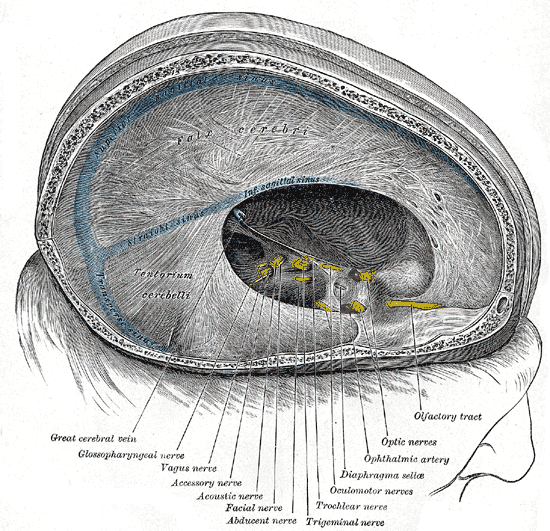
Dura mater and its processes exposed by removing part of the right half of the skull, and the brain.
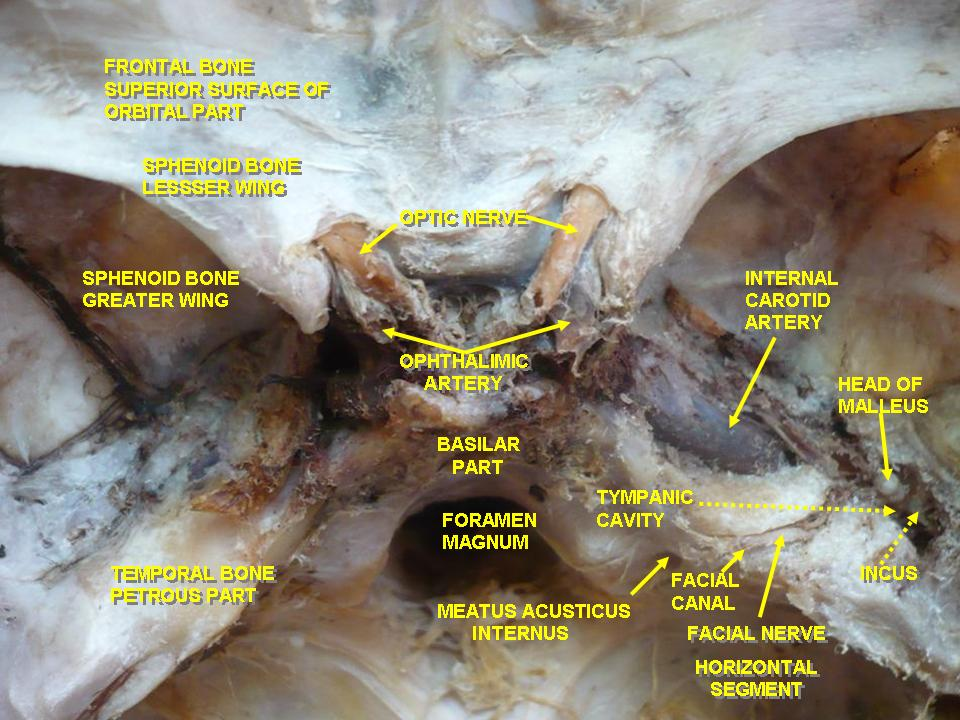
Tympanic cavity. Facial canal. Internal carotid artery.

## 外部連結
- MedEd at Loyola Neuro/neurovasc/navigation/opht.htm
- 人体解剖学在线（Human Anatomy Online）网站上的相关图片：29:03-0102
- . neuroangio.org.   [2015-10-23]. （原始内容存档于2020-11-28）.